# Rak Junior II
Rak Junior II – samochód wyścigowy, zaprojektowany i skonstruowany przez Jerzego Jankowskiego pod marką Rak według przepisów Formuły Junior. Samochód był następcą Juniora I i uczestniczył w Wyścigowych Samochodowych Mistrzostwach Polski w latach 1962–1963. Mistrzostwo Polski tym pojazdem zdobył w 1963 roku Longin Bielak.

## Historia
Samochód był rozwinięciem poprzedniego modelu, ale dokonano w nim licznych modyfikacji. Zmiany miały na celu m.in. polepszenie właściwości jezdnych modelu. Inspirując się Cooperami i Lotusami, Jankowski dokonał ponadto zmian pod kątem aerodynamicznym tak, by zminimalizować opory powietrza. W tym celu starał się uzyskać aerodynamiczny kształt i zmniejszyć przekrój czołowy. Zmniejszony został także kokpit oraz kierownica. Stanowiąca szkielet nadwozia rama została zwężona i obniżona, natomiast rozstaw osi powiększono. Aby uzyskać lepszy rozkład masy, przesunięto do przodu zbiornik paliwa. Modyfikacji uległy tylne górne wahacze. Zastosowano nowy akumulator, pochodzący od Mikrusa.
Samochód zadebiutował w Bernau, ale Jankowski nie ukończył zawodów. W Budapeszcie wśród silnej konkurencji Jankowski był ósmy. W WSMP model zadebiutował w Toruniu, gdzie Jankowski był drugi, a Wrocławski czwarty. W trakcie następnego wyścigu, w Leningradzie, Jankowski uległ poważnemu wypadkowi, ale ponieważ wyścig składał się z dwóch biegów, to zajął w końcowej klasyfikacji szóste miejsce. W Szczecinie wystartował tylko Wrocławski (odpadł w pierwszym biegu); Jankowski nie startował wskutek uszkodzonego wyścig wcześniej pojazdu. Podczas rundy w Krakowie Wrocławski zajął czwarte miejsce, a pierwsze w klasyfikacji WSMP. Jankowski nie ukończył wyścigu.
W roku 1963 oprócz Jankowskiego i Wrocławskiego z modelu korzystali także Władysław Szulczewski, Józef Kiełbania, Longin Bielak i Ksawery Frank. Kierowcy samochodu wygrali wszystkie cztery eliminacje mistrzostw Polski, a tytuł zdobył Longin Bielak.
Zbudowano siedem egzemplarzy Juniora II, z czego pięć startowało w wyścigach. Po 1963 roku samochody te zostały dostosowane do przepisów Formuły 3, wedle której rozgrywano mistrzostwa Polski od 1964 roku.